# X Pro
X Pro (vroeger TweetDeck) is een betalende dienst/website om X (vroeger Twitter) te raadplegen. Het is sinds mei 2011 eigendom van X (Twitter).

## Geschiedenis
TweetDeck was oorspronkelijk een gratis Adobe AIR-applicatie voor Twitter, Facebook, LinkedIn, Google+, Foursquare en MySpace. De applicatie was beschikbaar voor Microsoft Windows, Mac OS X, Linux, Android en iOS-apparaten als de iPhone en iPad. In december 2010 werd er een webapplicatie voor Google Chrome ter beschikking gesteld.